# Baume-les-Dames
Baume-les-Dames là một xã của tỉnh Doubs, thuộc vùng Bourgogne-Franche-Comté, miền đông nước Pháp.